# Joch (Architektur)

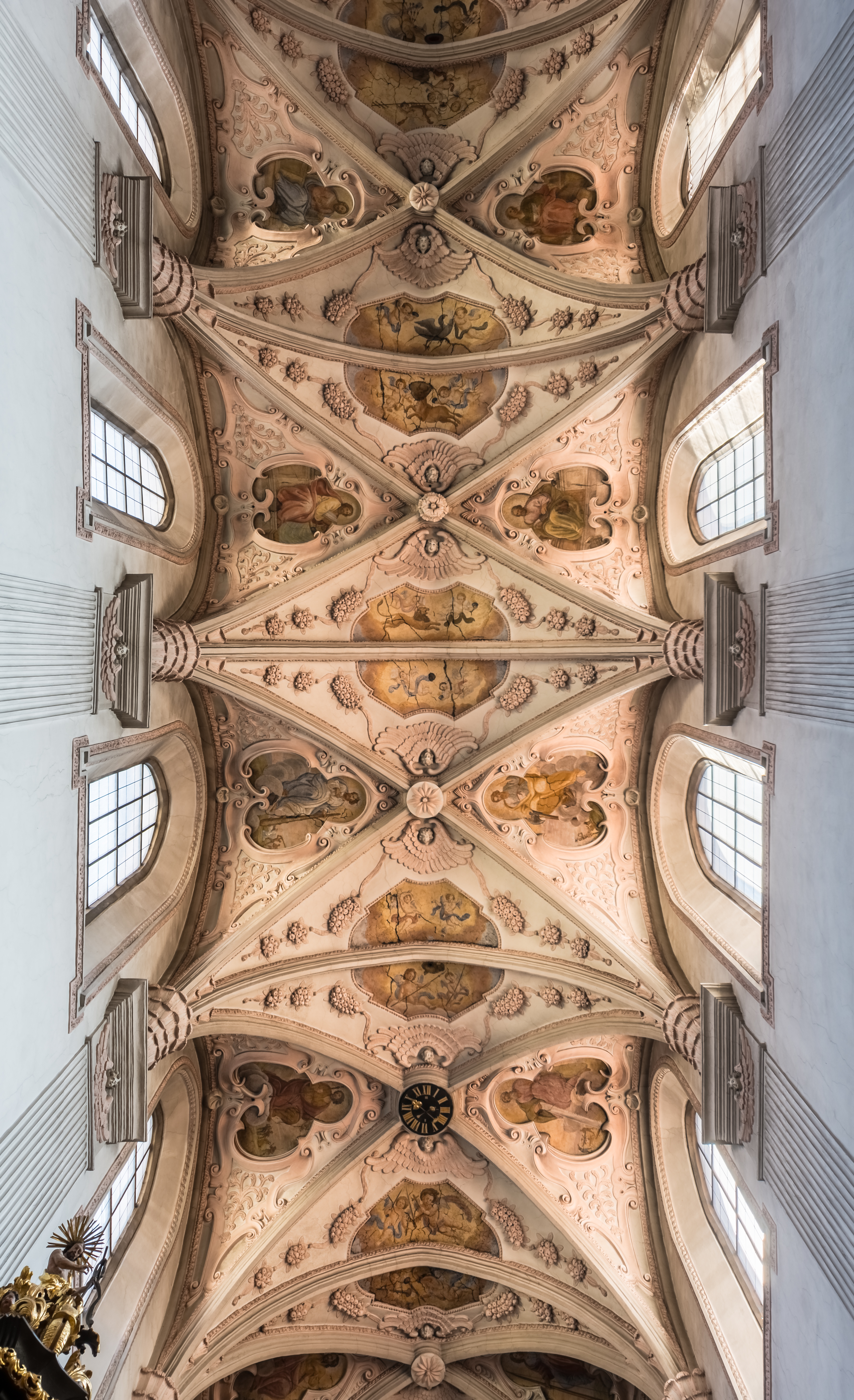
Vier Kreuzgewölbe-Joche eines Kirchenmittelschiffs

Joch (Säulenjoch, Gewölbefeld, Travée, Brückenjoch) bezeichnet in der Architektur den zwischen zwei Hauptstützpunkten einer Baukonstruktion befindlichen Bauabschnitt und beim Holzbrückenbau das Tragegestell.

## Begriffsverwendung
Der Begriff Joch findet vor allem in der Architektur von Säulen- und Pfeilerbauten allgemeine Verwendung, insbesondere in der griechischen und römischen Architektur sowie in der mittelalterlichen und islamischen Architektur. Der Achsabstand der Joche wird zwischen den Stützen (Säulen, Pfeilern) von Mittelpunkt zu Mittelpunkt gemessen. Dies unterscheidet das Joch vom Interkolumnium, dem lichten Abstand zwischen Säulen oder Pfeilern.

## Gewölbejoch
Im Gewölbebau ist ein Joch ein Gewölbefeld (Traveé), d. h. die Grundfläche eines Gewölbeabschnitts, der durch Stützen, Gurtbögen und Scheidbögen als vollständiges Einzelelement eines größeren Gewölbesystems ausgeschieden ist. Wenn im Innern langer gewölbter Räume gleichartige Gewölbeabschnitte folgen, werden diese Joche oder Traveén in Richtung der Längsachse gezählt. Bei gotischen Kathedralen bilden die Joche auch eine Einheit mit dem außenliegenden Strebewerk.

### Vorchorjoch
Ein durch größer dimensionierte Gurtbögen vom übrigen Gewölbe vor dem Chor einer Kirche abgetrenntes und architektonisch besonders hervorgehobes Joch wird als Vorchorjoch bezeichnet. Bei größeren Kirchenbauten mit Querschiff kann das Vorjoch mit der ebenso ausgezeichneten Vierung identisch sein.

## Joch im Brückenbau

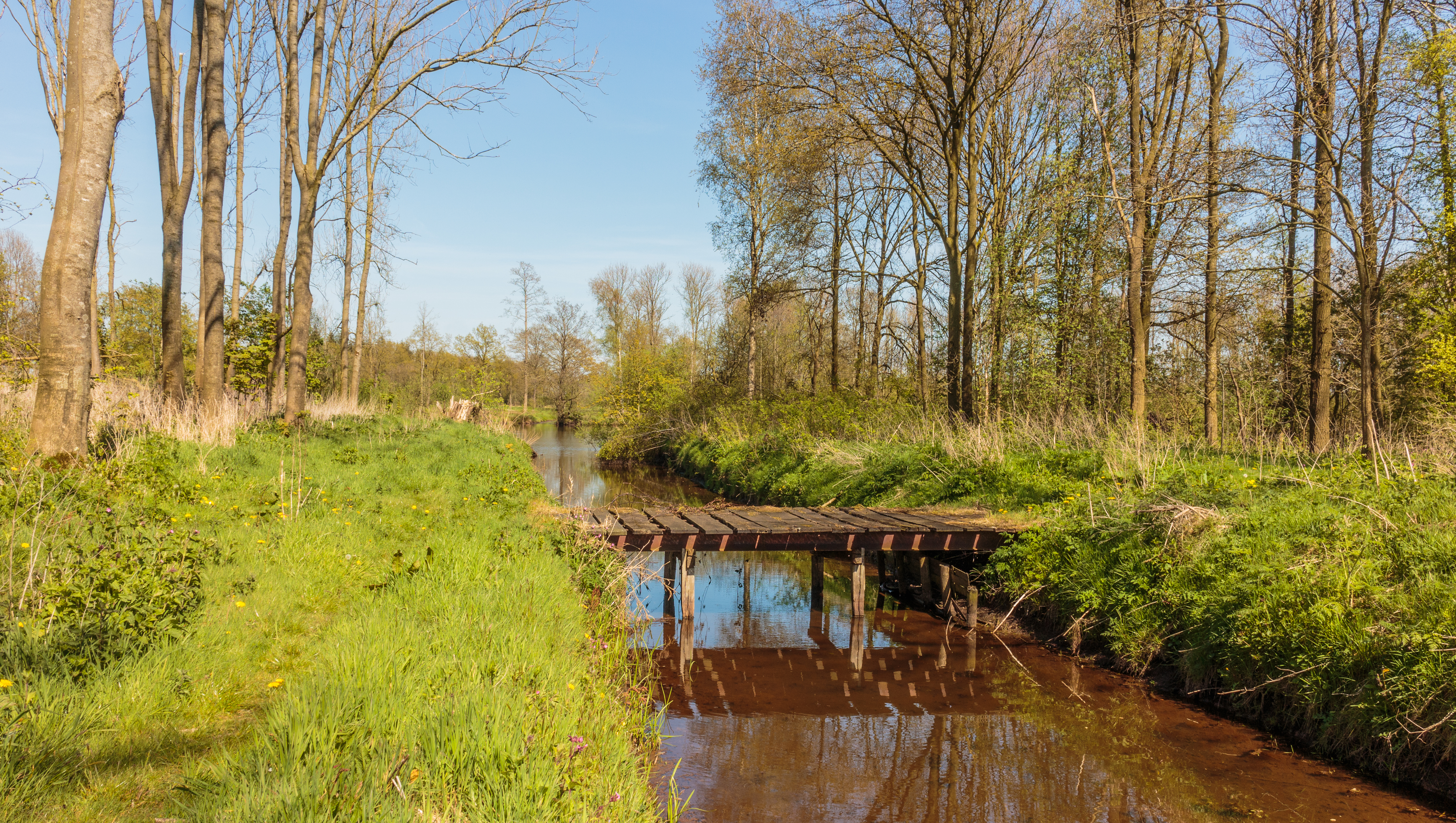
Einfache Holzbrücke mit zwei Jochgestellen

Bei hölzernen Brücken ist ein Joch ursprünglich ein tragendes Gerüst oder Gestell von senkrechten Pfählen (Jochpfählen), die oben durch ein Querholz (Jochträger) vereinigt sind, das als Auflager der Brücke dient. Diese Konstruktion lehnt sich damit begrifflich an das ähnlich quer liegende Joch als Geschirr für Zugtiere.
Aus dem Holzbrückenbau ergab sich im Weiteren die allgemeine Verwendung des Begriffs Joch im Brückenbau für jeden durch Stützen oder Pfeiler getrennten Brückenabschnitt, egal ob massiv gewölbt oder als Holz-, Stahl- oder Betonkonstruktion.

## Römisches Joch
Ein römisches Joch ist eine rhythmische Wandgliederung aus Pfeilerarkaden, denen Halbsäulen auf Postamenten mit Architrav vorgeblendet sind; vgl. Tabulariummotiv.